# Piros mécsvirág
A piros mécsvirág (Silene dioica) a szegfűfélék családjába tartozó, erdőszéleken, hegyi réteken, vízpartokon termő, rózsaszín virágú növény.

## Megjelenése
A piros mécsvirág 30-50 (ritkábban akár 100) cm magas, lágyszárú, évelő növény. Szára sűrűn szőrözött, egyenesen felálló, középtájt ritkásan elágazó. Levelei szintén szőrösek, ép szélűek, átellenes állásúak, ovális-lándzsásak. A növény tövéhez közeli leveleknek hosszú nyele van, míg a felül elhelyezkedők a száron ülnek.
Május-júliusban virágzik. Kétlaki növény, a porzós és termős virágok külön növényeken nőnek szárvégi, néhány tagból álló álernyőben. A virágok 1,8-2,5 cm átmérőjűek, világos- vagy sötétebb rózsaszínűek. Öt sziromlevele középen mélyen bevágott, kétosztatú. Csészéje megnyúlt, középen megvastagodó, váza formájú; a porzós virágok esetén 10-, míg a termősöknél 20 ere van. Az egyes virágokban 10 porzót vagy 5 bibét lehet találni. A virágoknak nincs illatuk. Rovarok (főleg poszméhek, lepkék) porozzák be.
Termése 9–14 mm-es, gömbölyű, aranybarna, a végén tíz visszahajló foggal nyíló toktermés.
Hasonló faj a fehér virágú fehér mécsvirág. 

## Elterjedése és termőhelye
Egész Európában, Észak-Afrikában és Nyugat-Ázsiában honos növény. Inkább Közép- és Észak-Európában gyakori, délen kevésbé elterjedt. Észak-Amerikában a dísznövényként ültetett mécsvirág többhelyütt kivadult. Magyarországon ritka, főleg Belső-Somogyban, a Mecsekben, a Villányi-hegységben, a Zalai-dombvidéken, a Kemenesháton fordul elő. A Mátrában megtalálhatóak állományai.
Magyarországon főleg üde gyertyános-tölgyesek, bükkösök szélén, hegyi réteken található meg, de jellemző élőhelye a tengerpart, a patakparti égerliget vagy folyópart is. A félárnyékot és a nedves talajt preferálja.

## Jelentősége
Dísznövényként kertbe ültetik. Gyökere szaponintartalmú, forrázva szappanpótló. A népi gyógyászatban kígyómarás és szemölcsök, tyúkszem ellen használták.
Magyarországon védett, természetvédelmi értéke 5000 Ft.

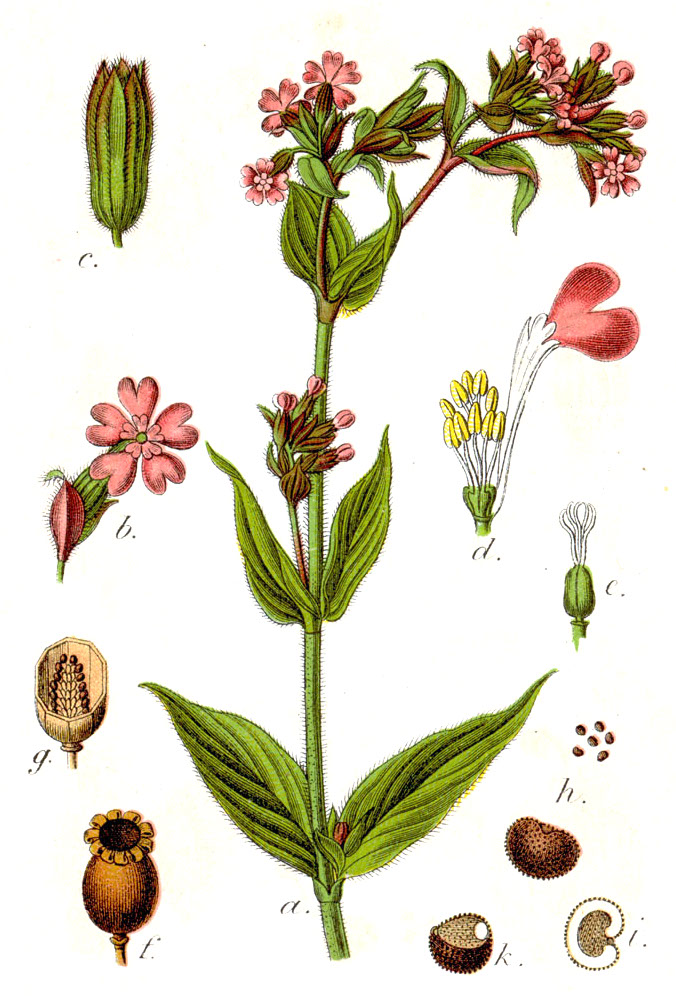
Piros mécsvirág az 1796-os Deutschlands Flora in Abbildungen-ben
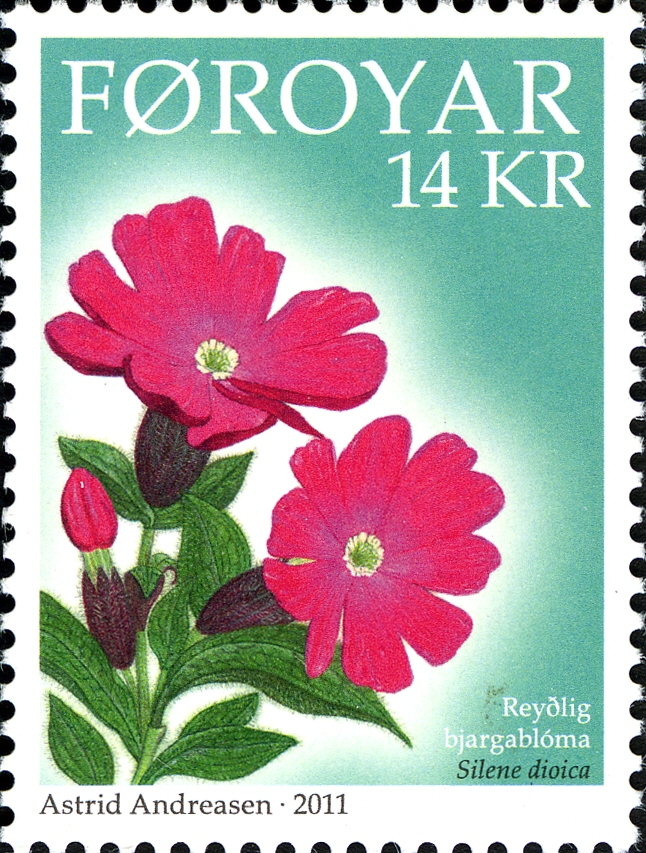
Feröeri bélyegen
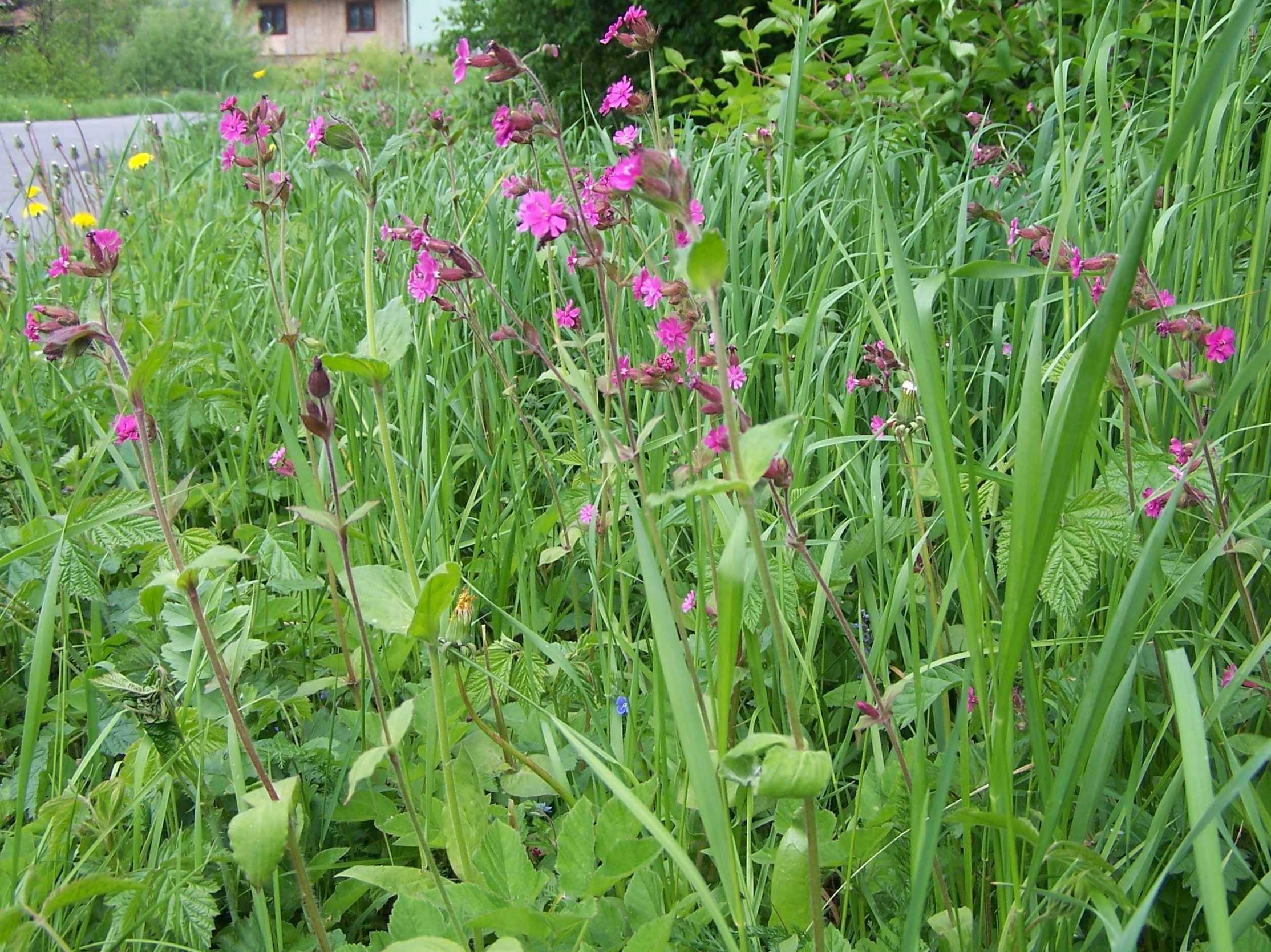
Habitusa
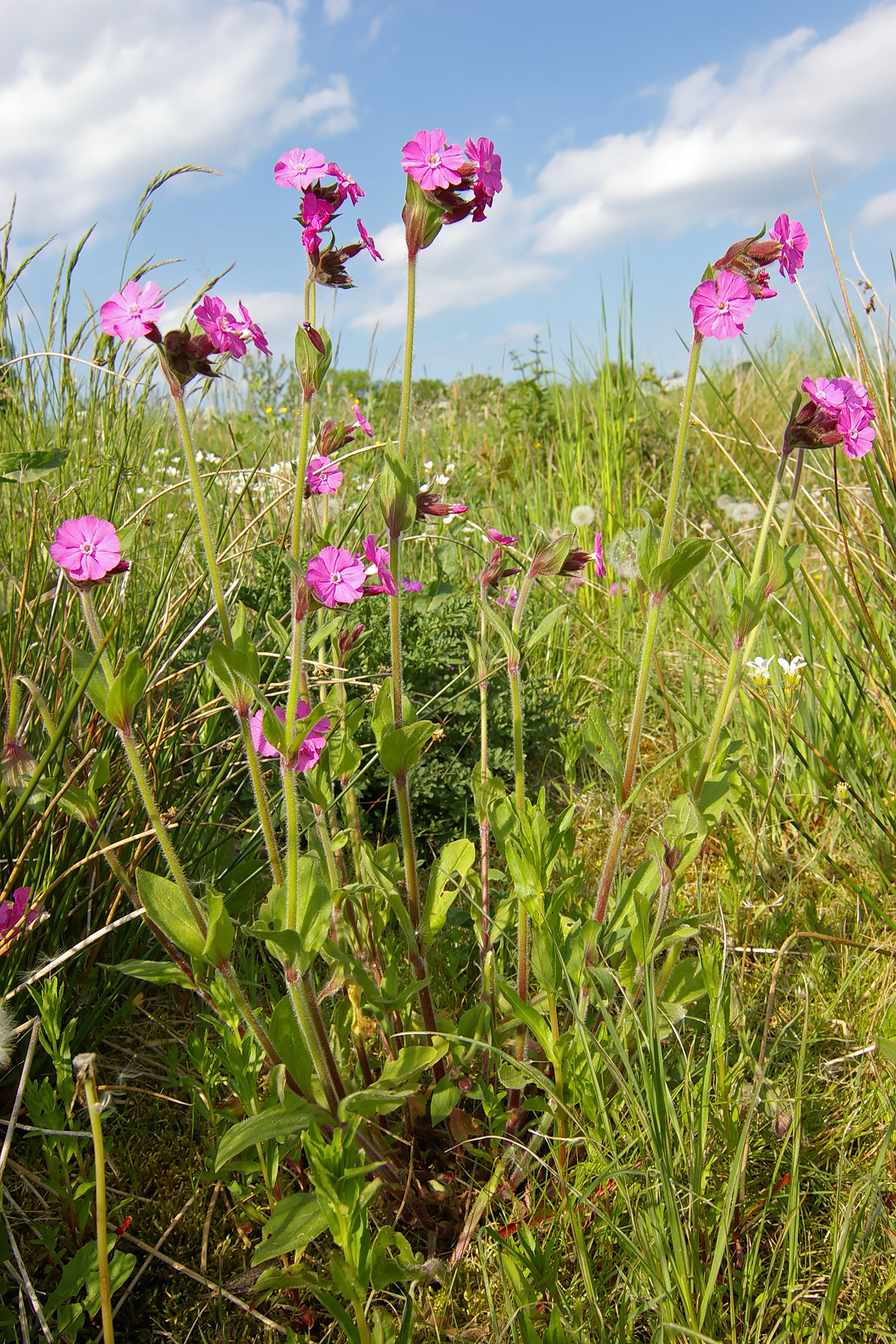
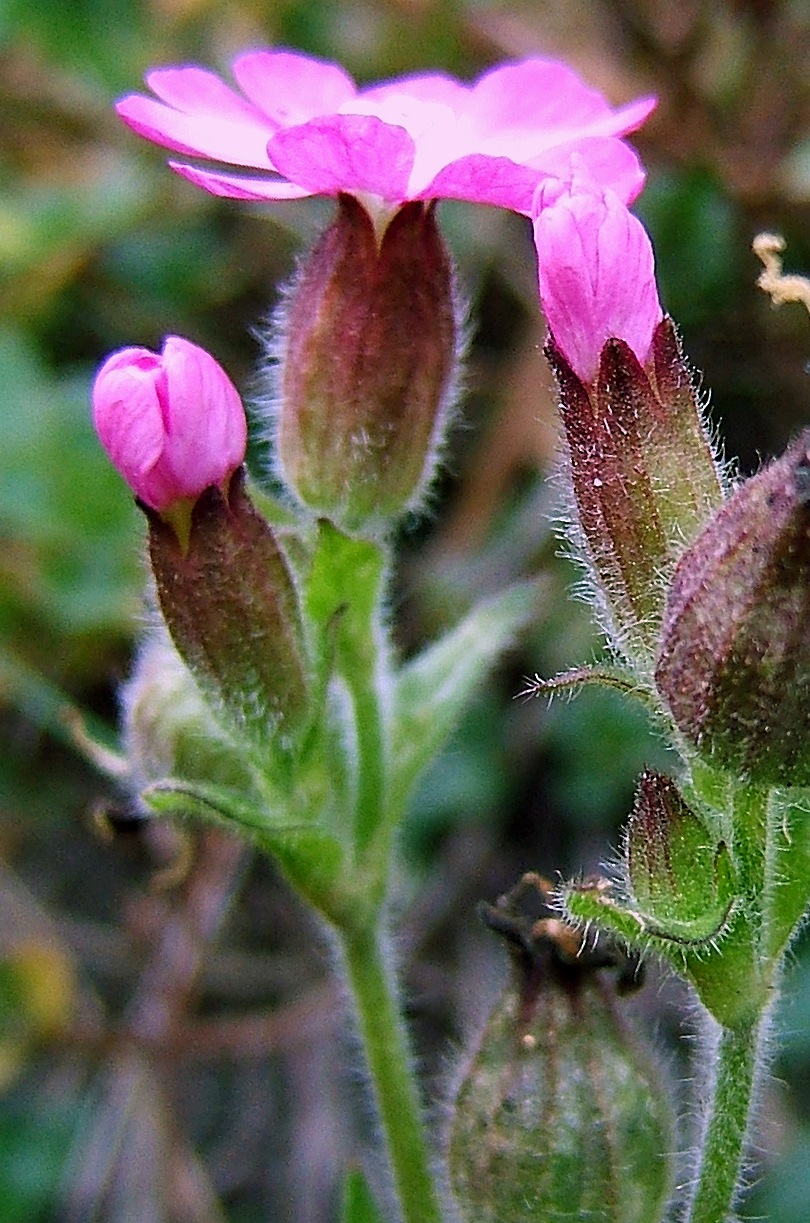
Virága
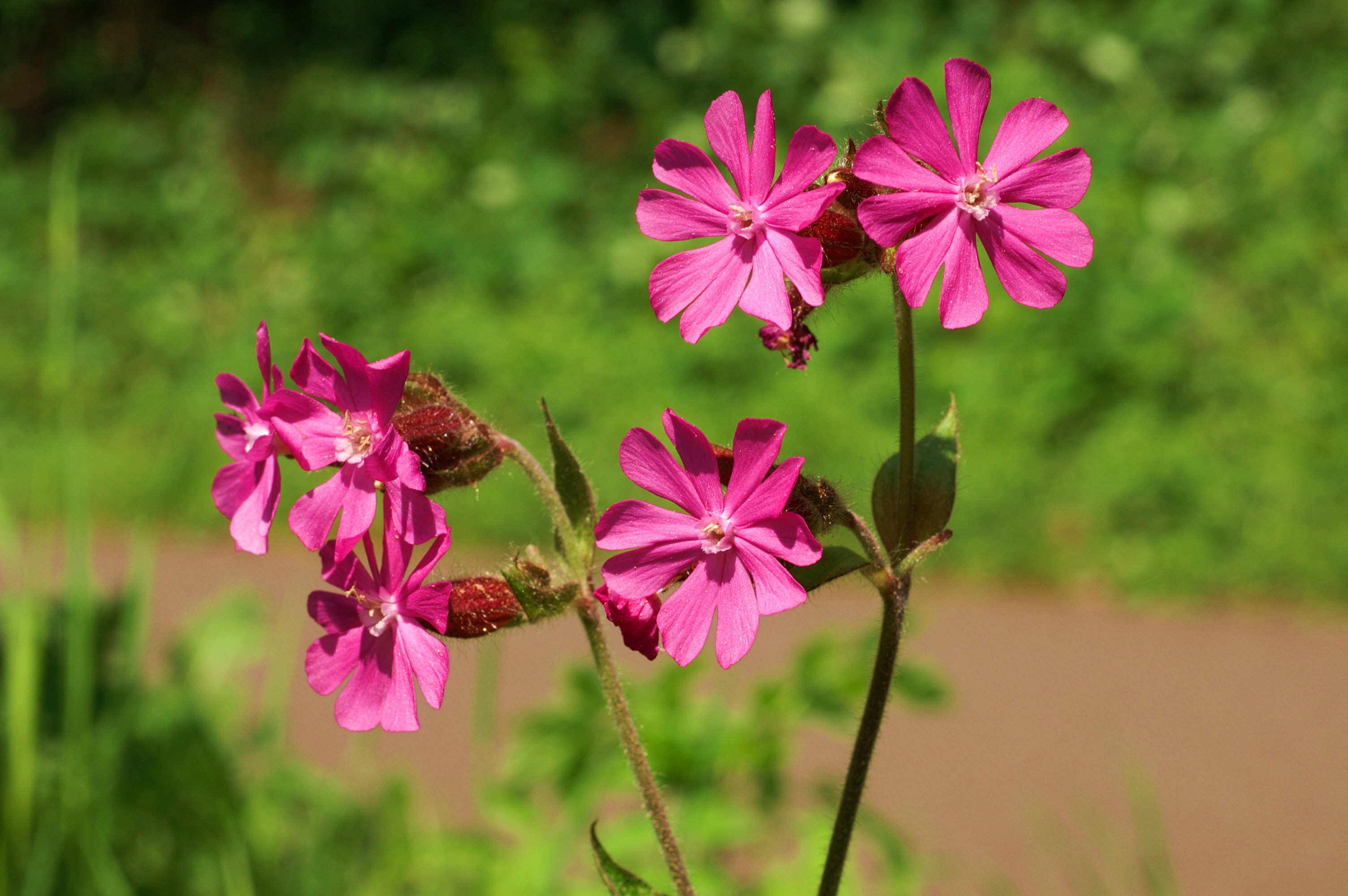